# Gösta Bohmans plats

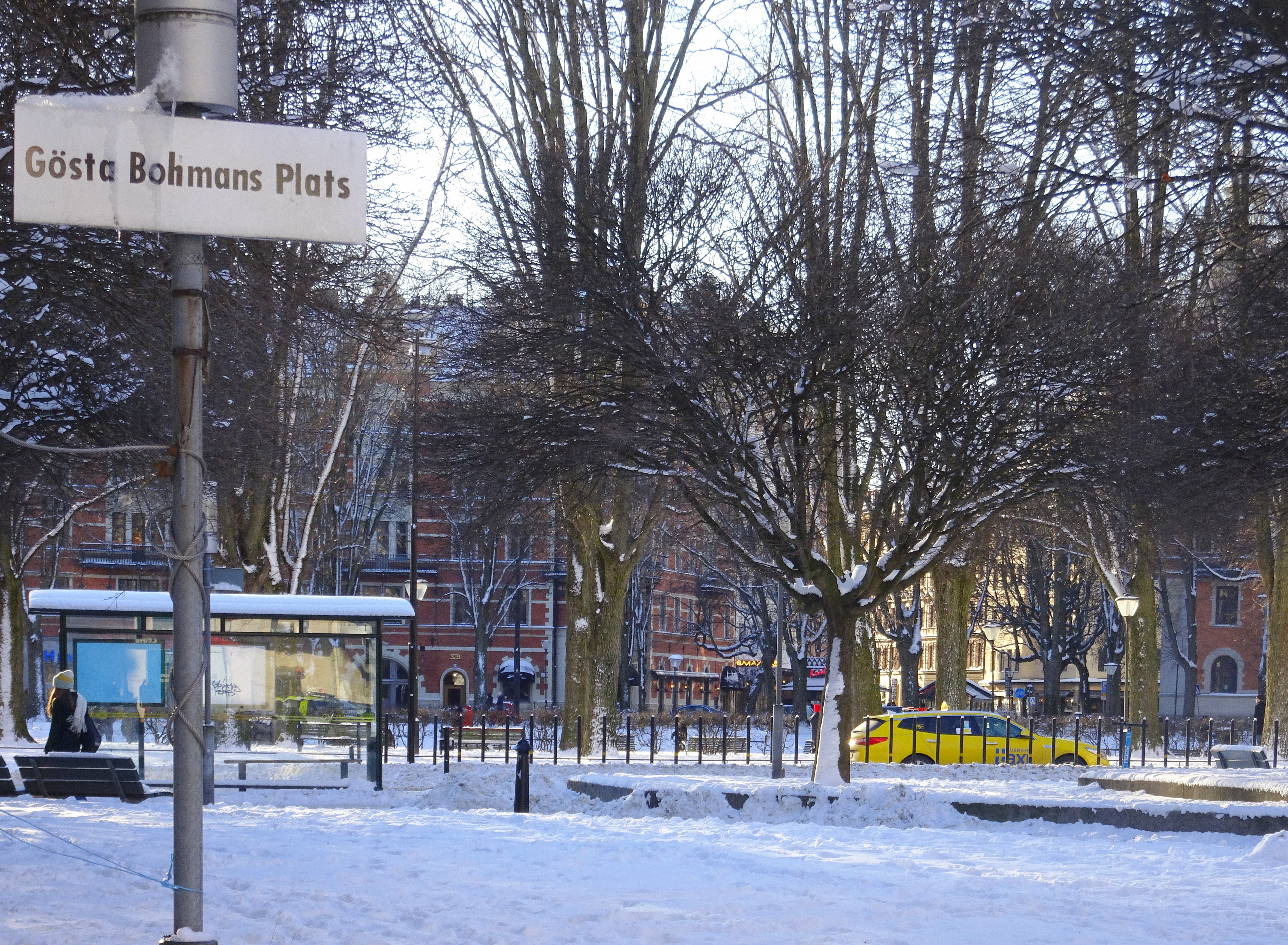
Gösta Bohmans plats med Karlaplan i bakgrunden, januari 2021.

Gösta Bohmans plats ligger på Östermalm i Stockholm. Platsen invigdes 2009 för att hedra politikern Gösta Bohmans minne.

## Beskrivning
Den platsen som numera bär Gösta Bohmans namn stadsplanerades redan 1911 och var då den norra delen av Karlaplan. Den var tänkt som en sorts förplats till en aldrig realiserad monumental offentlig byggnad där Fältöversten nu står. År 1931 smyckades platsen med Flygarmonumentet, skapat av Carl Milles. 
Förslaget om att namnge en plats efter Gösta Bohman väcktes år 2003 i en motion av partikamraten Bo Bladholm och valet föll på den då fortfarande namnlösa platsen mellan Fältöversten och Karlaplan. I februari 2009 beslöt Stockholms kommunfullmäktige att anta förslaget. Den 5 juni 2009 invigdes platsen under medverkan av bland andra Bo Bladholm, Kristina Alvendal och Carl Bildt.